# 前浜 (南国市)
前浜（まえはま）は、高知県南国市の町丁。2017年6月30日現在の人口は1241人。郵便番号は783-0094。本項ではかつて同区域に存在した香美郡前浜村（まえのはまむら）についても記す。

## 地理
南国市の南東部、土佐湾に面した区域にあたる。西で浜改田・里改田・片山、北で田村、東で久枝・下島に接する。北東部は高知空港の敷地が占める。南部を高知県道14号春野赤岡線、北部を高知県道32号土居五台山線が東西に横断し、高知県道31号前浜植野線が南北に縦断する。南部に後川、南東端に後川放水路が流れる。

### 海洋
- 土佐湾

### 河川
- 後川
- 後川放水路

## 歴史
- 幕末 - 香美郡前ノ浜村が存在。「旧高旧領取調帳」の記載によると高知藩領。
- 明治4年7月14日（1871年8月29日） - 廃藩置県により高知県の管轄となる。
- 1889年（明治22年）4月1日 - 町村制の施行により、近世以来の前ノ浜村が単独で自治体を形成して前浜村が発足。
- 1956年（昭和31年）9月30日 - 前浜村が日章村・長岡郡大篠村・三和村・稲生村・十市村と合併して長岡郡香長村が発足。同村大字前浜となる。
- 1959年（昭和34年）10月1日 - 香長村が香美郡岩村・長岡郡後免町・野田村・岡豊村と合併して南国市が発足。同市前浜となる。

## 交通

### バス
とさでん交通
- 前浜・パークタウン線
  - イオンモール高知 - はりまや橋 - 青柳橋西詰 - 南吸江 - 十市パークタウン - 稲生 - 里改田 - 前浜車庫
- 医大病院 - 久枝線
  - 医大病院 - 中島 - 大津バイパス - JA高知病院 - 後免町 - 竹中 - 里改田 - 浜改田通 - 十市バイパス - 前浜 - 久枝
  - 医大病院 - 中島 - 大津バイパス - JA高知病院 - 後免町 - 田村 - 前浜
  - 久枝 → 前浜 → 浜改田 → 浜改田通 → 里改田 → 竹中 → 後免町 → JA高知病院 → 大津バイパス→ 中島 → 医大病院

### 道路
- 高知県道14号春野赤岡線
- 高知県道31号前浜植野線
- 高知県道32号土居五台山線

## 施設
- 南国市立大湊小学校
- 南国市立大湊保育所
- 南国前浜郵便局
- 伊都多神社
- 野々神社
- 招魂神社
- 住吉神社
- 竹村神社
- 海津見神社
- 寶生寺
- 前浜掩体群